# Helvíkovice
Helvíkovice är en ort i Tjeckien.   Den ligger i regionen Pardubice, i den östra delen av landet, 140 km öster om huvudstaden Prag. Helvíkovice ligger 397 meter över havet och antalet invånare är 447.
Terrängen runt Helvíkovice är platt söderut, men norrut är den kuperad.Runt Helvíkovice är det ganska tätbefolkat, med 129 invånare per kvadratkilometer. Närmaste större samhälle är Žamberk, 2,7 km öster om Helvíkovice. Omgivningarna runt Helvíkovice är en mosaik av jordbruksmark och naturlig växtlighet.